# Erythronium grandiflorum
Erythronium grandiflorum é uma espécie de planta com flor, pertencente à família Liliaceae.

## Habitat
A planta é facilmente encontrada na região oeste da América do Norte, especialmente nas Montanhas Rochosas. Os bulbos da E. grandiflorum foram utilizados como alimentos por indígenas norte-americanos.

## Sinônimos

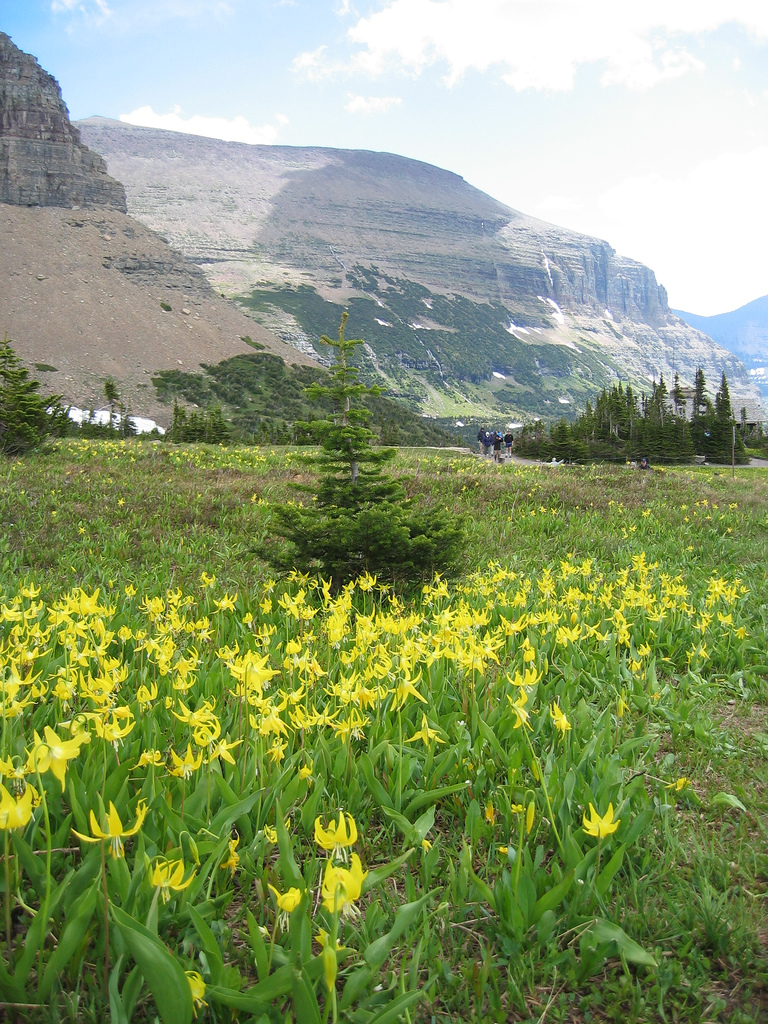
Erythronium grandiflorum na natureza, Parque Nacional Glacier.

- Erythronium maximum Douglas ex Baker, J. Linn. Soc., Bot. 14: 298 (1874).
- Erythronium speciosum Nutt. ex Baker, J. Linn. Soc., Bot. 14: 298 (1874).
- Erythronium obtusatum Goodd., Bot. Gaz. 33: 67 (1902).
- Erythronium parviflorum (S.Watson) Goodd., Bot. Gaz. 33: 67 (1902).
- Erythronium leptopetalum Rydb., Fl. Rocky Mts.: 165 (1917).
- Erythronium utahense Rydb., Fl. Rocky Mts.: 165 (1917).
- Erythronium nudipetalum Applegate, Contr. Dudley Herb. 1: 189 (1933).
- Erythronium pallidum (H.St.John) G.N.Jones, Univ. Washington Publ. Biol. 7: 58 (1938).[3]